# Coors International Bicycle Classic

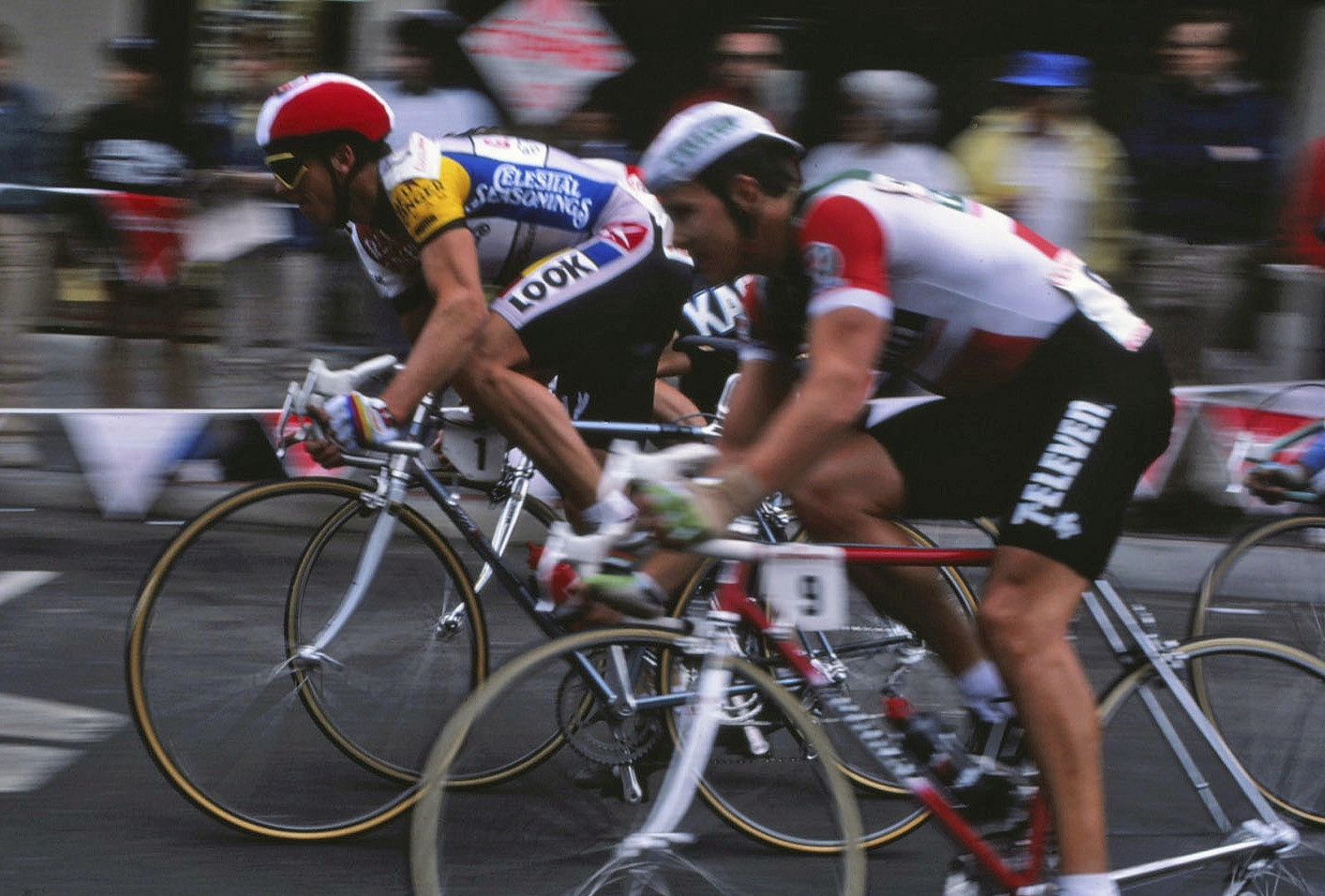
Greg LeMond (l.) beim Coors Classic 1987

Das Coors International Bicycle Classic (bis 1979 Red Zinger Classic) war ein Radrennen, das bis 1988 in den Vereinigten Staaten ausgetragen wurde. In den Jahren seines Bestehens war es das längste Radrennen in den USA und gilt als Meilenstein des Straßenradsports in den USA, weshalb es auch den Beinamen America‘s Tour erhielt.
1975 wurde das Red Zinger Classic in Boulder, Colorado erstmals ausgetragen. Die Idee zu dem Drei-Etappen-Rennen hatte Mo Siegel, Gründer der Celestial Seasonings Tea Company, der es nach der beliebtesten Teesorte seines Unternehmens benannte. Die drei Etappen bestanden aus einem Eintagesrennen, einem Zeitfahren und einem Kriterium. Als das Rennen immer größer und beliebter wurde, verkaufte Siegel das Rennen für einen Dollar an Michael Aisner, der bis dahin die Öffentlichkeitsarbeit für die Veranstaltung gemacht hatte.
Aisner gewann die Coors Brewing Company als Sponsor und führte das Rennen bis 1988 fort; es war eines der wenigen Straßenradrennen in den USA mit Profibeteiligung. 1981, ein Jahr nach dem Olympiaboykott, startete eine sowjetische Mannschaft beim Coors International Bicycle Classic als erste ihres Landes bei einem US-amerikanischen Straßenrennen. Im Jahr darauf hatte das Rennen ein Budget von 400.000 Dollar, und 100.000 Zuschauer standen an der Strecke. 1987 ging das Rennen über 19 Etappen und 1376 Meilen, der Start war auf Hawaii. Trotz des Erfolgs des Rennens beendete Coors 1989 ihr Engagement, und das Rennen wurde eingestellt.
1985 bildete das Coors Classic den Hintergrund für den Film Die Sieger – American Flyers mit Kevin Costner.

## Siegerliste
| Sieger | Sieger                  | Sieger             | Siegerinnen            | Siegerinnen        | Siegerinnen |
| ------ | ----------------------- | ------------------ | ---------------------- | ------------------ | ----------- |
| 1975   | John Howard             | Vereinigte Staaten | Hannah North           | Vereinigte Staaten |             |
| 1976   | John Howard             | Vereinigte Staaten | nicht ausgetragen      |                    |             |
| 1977   | Wayne Stetina           | Vereinigte Staaten | Connie Carpenter       | Vereinigte Staaten |             |
| 1978   | George Mount            | Vereinigte Staaten | Keetie van Oosten-Hage | Niederlande        |             |
| 1979   | Dale Stetina            | Vereinigte Staaten | Keetie van Oosten-Hage | Niederlande        |             |
| 1980   | Jonathan Boyer          | Vereinigte Staaten | Beth Heiden            | Vereinigte Staaten |             |
| 1981   | Greg LeMond             | Vereinigte Staaten | Keetie van Oosten-Hage | Niederlande        |             |
| 1982   | José Patrocinio Jiménez | Kolumbien          | Connie Carpenter       | Vereinigte Staaten |             |
| 1983   | Dale Stetina            | Vereinigte Staaten | Rebecca Twigg          | Vereinigte Staaten |             |
| 1984   | Doug Shapiro            | Vereinigte Staaten | Maria Canins           | Italien            |             |
| 1985   | Greg LeMond             | Vereinigte Staaten | Jeannie Longo          | Frankreich         |             |
| 1986   | Bernard Hinault         | Frankreich         | Jeannie Longo          | Frankreich         |             |
| 1987   | Raúl Alcalá             | Mexiko             | Jeannie Longo          | Frankreich         |             |
| 1988   | Davis Phinney           | Vereinigte Staaten | Inga Thompson          | Vereinigte Staaten |             |